# Mount Fay
Mount Fay är ett berg i Kanada.   Det ligger i provinsen Alberta, i den centrala delen av landet, 3 000 km väster om huvudstaden Ottawa. Toppen på Mount Fay är 3 235 meter över havet, eller 386 meter över den omgivande terrängen. Bredden vid basen är 3,2 km. Mount Fay ingår i Bow Range.
Terrängen runt Mount Fay är huvudsakligen bergig.Trakten runt Mount Fay är nära nog obefolkad, med mindre än två invånare per kvadratkilometer.. Närmaste större samhälle är Lake Louise, 14,0 km norr om Mount Fay. 
Trakten runt Mount Fay består i huvudsak av gräsmarker.